# Panitan
Panitan es un municipio filipino de tercera clase, perteneciente a la provincia de Cápiz, en las Bisayas Occidentales.

## Historia
Hacia mediados del siglo XIX, el lugar tenía contabilizada una población de 7572 habitantes, repartidos en 1800 casas. Aparece descrito en el segundo volumen del Diccionario geográfico, estadístico, histórico de las Islas Filipinas (1851) de Manuel Buzeta Núñez y Felipe Bravo con las siguientes palabras:

PANITAN: pueblo con cura y gobernadorcillo en la prov. de Capis, dióc. de Cebú, sit. en los 126° 32' 20" long. 11° 28' 30" lat. en terreno montuoso sobre la ribera del rio Panay: su clima cálido; en sus montes hay escelentes maderas para construccion; y en sus riberas se cria bastante ganado vacuno; tiene como unas 1,800 casas en general de sencilla construccion distinguiéndose como mas notables la parroquial y la de comunidad á donde se halla la cárcel: hay escuela de primeras letras dotada de los fondos de comunidad, e iglesia parroquial de mediana fábrica, servida por un cura regular; confina con los pueblos de Dumarrao, Dumalag, y Panay. Productos: arroz, maiz, caña dulce, tabaco, algodon, cacao, legumbres y frutas. Industria: varios tegidos de telas ordinarios. pobl. Almas 7,572; tributos 1,834 ½.
(Buzeta y Bravo, 1851, p. 390)

En 2020, tenía censados 42 565 habitantes.